# De Vloek van het Testament
De Vloek van het Testament is een Nederlandse stomme film uit 1915 in zwart-wit. Van de film zouden 60 kopieën zijn gemaakt en onder 19 landen zijn verdeeld, waaronder 12 naar Engeland en 6 naar Duitsland. 
De film ging in het buitenland (Amerika, Engeland) onder de naam The Fatal Woman in roulatie.

## Verhaal
Jan van Velsen, een opknapper van oude meubels, vindt in een oude kist een verlopen testament. Daar staat in beschreven dat als er geen erfgenamen meer dingen naar de erfenis, de rechtmatige vinder de erfenis mag opstrijken. Het advocatenechtpaar Annie en Willem van Dalen krijgt lucht van deze bevinding en eist het testament op, zij zouden de rechtmatige eigenaars zijn, omdat de familie hun cliënt was. Als het echtpaar hun zin niet krijgt besluiten ze het document te stelen. Via allerlei omstandigheden komt het testament na een bootbrand weer terecht bij de vinder.

## Cast
| Acteur                | Personage                    |
| --------------------- | ---------------------------- |
| Annie Bos             | Annie van Dalen              |
| Willem van der Veer   | Willem van Dalen             |
| Jan van Dommelen      | Jan van Velsen (Meubelmaker) |
| Christine van Meteren | Sarda van Velsen             |
| Coen Hissink          |                              |
| Nelly de Heer         |                              |
| Fred Homann           |                              |

## Achtergrond
De bovenstaande plotbeschrijving kan anders lopen, de oorspronkelijke film is vermist en de korte verhaalbeschrijving is merendeels afgeleid van een oude filmencyclopedie.
Bij aanvang van de productie was Louis Chrispijn de regisseur, maar tijdens het draaien ontstonden diverse ruzies. Chrispijn had te maken met bemoeienissen van Maurits Binger, die hem benauwde. Hij zou de productie halverwege verlaten hebben, waardoor Binger verder de regie voerde. Later zou Chrispijn gezegd hebben in een filmkrant, dat hij geen artistieke waarde meer zag in het filmmaken. Dit was dan ook Chrispijns laatste film als regisseur.